# Benito Cocchi
Benito Cocchi (Minerbio, 5 novembre 1934 – Bologna, 5 maggio 2016) è stato un arcivescovo cattolico italiano.

## Biografia
Nasce a San Giovanni in Triario, comune di Minerbio, provincia ed arcidiocesi di Bologna, il 5 novembre 1934.

### Formazione e ministero sacerdotale
Il percorso di studi lo vede prima al Seminario Arcivescovile, poi al Pontificio seminario regionale di Bologna. Durante i corsi teologici è alunno del Seminario Romano, frequentando la Pontificia Università Lateranense, presso la quale consegue la Licenza in Teologia e, dopo l'ordinazione presbiterale a Bologna, il Dottorato in Diritto Canonico. Durante gli studi romani è anche assistente dell’Istituzione culturale Villa Nazareth, fondata dal cardinale Domenico Tardini.
Il 14 marzo 1959 è ordinato presbitero per l'arcidiocesi di Bologna dal cardinale Giacomo Lercaro, dopodiché consegue la laurea ecclesiastica in diritto canonico.
Comincia a collaborare con la Curia Arcivescovile nel 1963, mentre svolge attività pastorale nella parrocchia cittadina dei Santi Francesco Saverio e Mamolo e in quella dei Santi Savino e Silvestro di Corticella, dove svolge il suo ministero anche presso la Casa della Carità. Per alcuni anni conduce vita comune con alcuni sacerdoti in una modesta casa alla periferia di Bologna, alla quale provvedono essi stessi. È assistente diocesano della FUCI dal 1963, assistente delle Guide Italiane dal 1965 al 1970, docente al Seminario Regionale dal 1964, consulente del Consultorio Matrimoniale, infine cancelliere arcivescovile dal 13 maggio 1971 e pro-vicario generale dal 29 aprile 1974.

### Ministero episcopale
Il 12 dicembre 1974 papa Paolo VI lo nomina vescovo titolare di Zarai ed ausiliare di Bologna; riceve l'ordinazione episcopale il 6 gennaio 1975 dal cardinale Antonio Poma, co-consacranti i vescovi Marco Cé (poi patriarca e cardinale) e Luigi Dardani.
Il 22 maggio 1982 è nominato da papa Giovanni Paolo II vescovo di Parma; succede ad Amilcare Pasini, precedentemente dimessosi per motivi di salute. Ne celebrerà i funerali nel 1995. Nella stessa cattedrale celebrerà anche quelli del successore Silvio Cesare Bonicelli nel 2009.
Dal 1º dicembre 1994, dopo le dimissioni del vescovo Antonio Mazza, al 3 settembre 1995, giorno dell'ingresso di mons. Luciano Monari, ricopre l'incarico di amministratore apostolico di Piacenza-Bobbio.
Nel giugno 1995 entra nella presidenza della Caritas nazionale, della quale viene nominato presidente il 12 dicembre 1996, pochi mesi dopo il trasferimento a Modena, ricoprendone la carica fino al maggio 2003.
Il 12 aprile 1996 papa Giovanni Paolo II lo nomina arcivescovo-abate di Modena-Nonantola; succede a Bartolomeo Santo Quadri, dimessosi per raggiunti limiti di età. Prende possesso dell'arcidiocesi il 9 giugno seguente.
Ricopre l'incarico di vice presidente della conferenza episcopale dell'Emilia-Romagna, per la quale è anche delegato per il servizio della carità e della salute. Inoltre è membro della commissione episcopale della Conferenza Episcopale Italiana per il laicato.
L'8 settembre 2007 celebra nel duomo di Modena i funerali del tenore Luciano Pavarotti.
Il 27 gennaio 2010 papa Benedetto XVI accetta la sua rinuncia al governo pastorale dell'arcidiocesi per raggiunti limiti d'età. Da quel momento conserva il titolo di arcivescovo emerito di Modena-Nonantola e gli succede Antonio Lanfranchi.
Si trasferisce nella Casa del Clero a Bologna, dove il peggioramento delle condizioni generali di salute, già annunciato, prosegue in modo progressivo. Lì muore il 5 maggio 2016 all'età di 81 anni.
I funerali si svolgono il 7 maggio 2016, alle ore 10, nella cattedrale di Modena, presieduti dall'arcivescovo Erio Castellucci. Alla fine del rito funebre viene sepolto nel cimitero cittadino di San Cataldo a Modena, in attesa della traslazione in cattedrale. Il 24 settembre 2016 la sua salma e quella del suo successore Antonio Lanfranchi tornano nella cattedrale di Modena per essere sepolte nella navata settentrionale, ai piedi della scala che porta alla sagrestia, vicino a Luisa Guidotti Mistrali.

## Genealogia episcopale e successione apostolica
La genealogia episcopale è:
- Cardinale Scipione Rebiba
- Cardinale Giulio Antonio Santori
- Cardinale Girolamo Bernerio, O.P.
- Arcivescovo Galeazzo Sanvitale
- Cardinale Ludovico Ludovisi
- Cardinale Luigi Caetani
- Cardinale Ulderico Carpegna
- Cardinale Paluzzo Paluzzi Altieri degli Albertoni
- Papa Benedetto XIII
- Papa Benedetto XIV
- Cardinale Enrico Enriquez
- Arcivescovo Manuel Quintano Bonifaz
- Cardinale Buenaventura Córdoba Espinosa de la Cerda
- Cardinale Giuseppe Maria Doria Pamphilj
- Papa Pio VIII
- Papa Pio IX
- Cardinale Gustav Adolf von Hohenlohe-Schillingsfürst
- Arcivescovo Salvatore Magnasco
- Cardinale Gaetano Alimonda
- Cardinale Agostino Richelmy
- Vescovo Giuseppe Castelli
- Vescovo Carlo Allorio
- Cardinale Antonio Poma
- Arcivescovo Benito Cocchi

La successione apostolica è:
- Arcivescovo Giuseppe Verucchi (2000)
- Vescovo Enrico Solmi (2008)